# Kiribatische Fußballauswahl der Frauen
Die kiribatische Fußballauswahl der Frauen ist die „Fußballnationalmannschaft“ des pazifischen Inselstaates Kiribati.
Kiribati ist weder Mitglied des Weltfußballverbandes FIFA noch des Regionalverbandes OFC. Daher kann die Nationalmannschaft sich auch nicht für Fußball-Weltmeisterschaften oder den OFC Nations Cup qualifizieren.
Bisher sind erst sechs Länderspiele der kiribatischen Frauen bekannt, alle fanden bei den Südpazifikspielen 2003 statt.

## Teilnahmen an Fußball-Weltmeisterschaften
- 1991 bis 2011 – nicht teilnahmeberechtigt

## Teilnahmen am OFC Women’s Nations Cup
- 1983 bis 2010 – nicht teilgenommen
- 2014: nicht gemeldet